# Grotte de Bournillon
La grotte de Bournillon est située sur la commune de Chatelus dans le cirque de Bournillon dans le massif du Vercors à l'altitude de 418 mètres. Elle est une des principales exurgences du Vercors et possède des crues pouvant atteindre 80 mètres cubes par seconde.

## Historique
En 1897 une équipe menée par Oscar Decombaz explore la cavité jusqu'à l'Aiguille de métro où la galerie siphonne. En 1942 André Bourgin et Roger Pénelon trouvent la galerie supérieure et la galerie latérale. Différentes plongées à partir de l'aiguille de métro ne permettent pas une progression significative vers l'amont. Une sécheresse exceptionnelle en 1985 permet à Maurice et Franck Chiron de découvrir 1 600 mètres de nouvelles galeries avec arrêt à + 95 mètres  pour le point le plus élevé et sur deux siphons Alpha et Bêta . Ces siphons sont plongés mais l'amont reste à poursuivre,,.

## Description

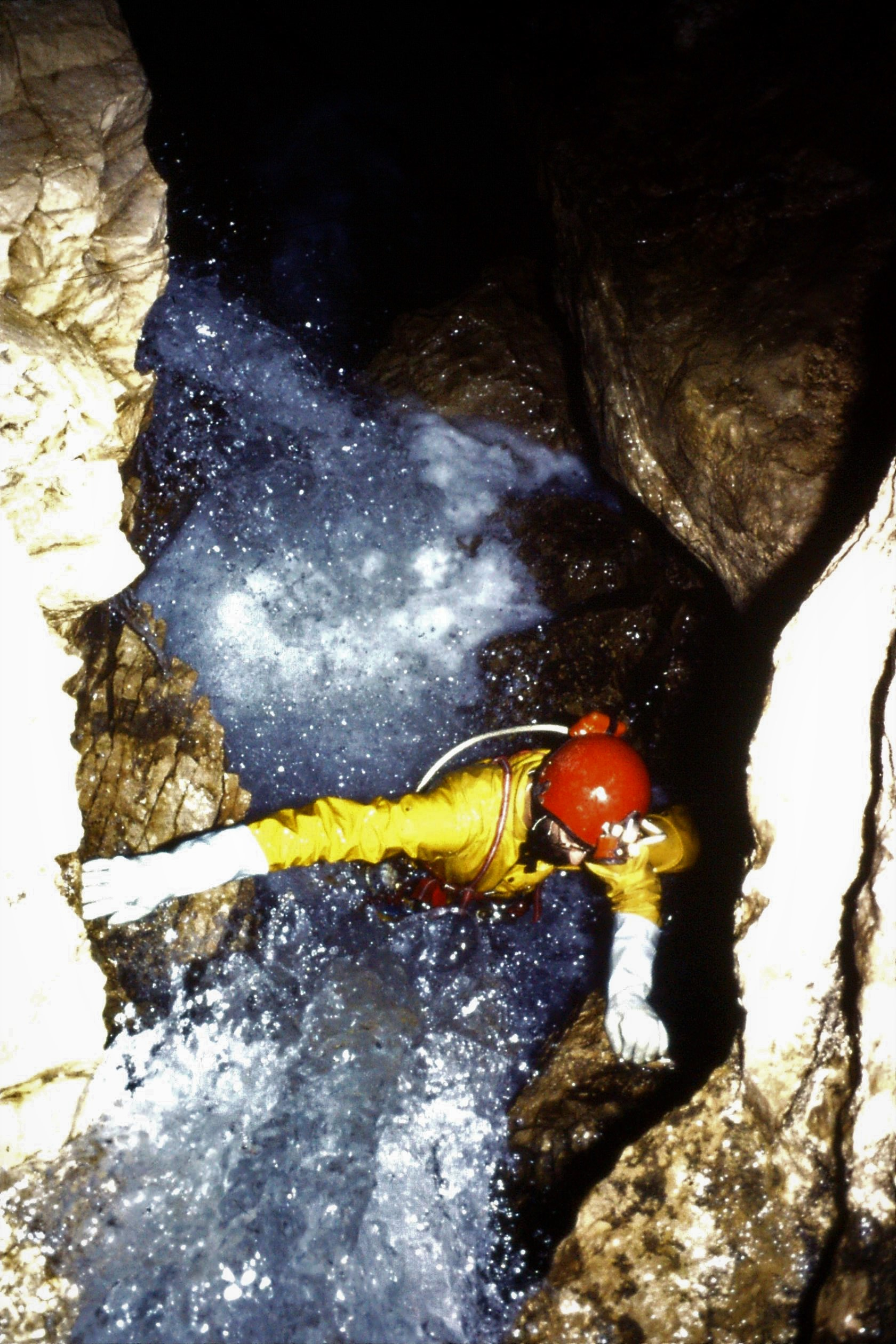
Au début de la grotte de Bournillon dans la rivière en haut débit.

Au-dessus du lac d'entrée la galerie moyenne rejoint la galerie principale après une vire. La galerie s'arrête en général sur un plan d'eau siphonnant appelé l'Aiguille de métro. Une galerie supérieure rejoint la galerie principale. Après quatre à cinq mois de sécheresse, certaines années, la branche droite de l'Aiguille de métro peut donner accès à l'amont, à la suite du désamorçage du siphon. Le labyrinthe constitue le passage-clé et est mortel en cas d'orage de la suite du réseau. La salle des centaures de 30 × 10 mètres redonne sur des laminoirs ascendants conduisant à une autre salle : Minos Center. La galerie des Champs Elyséens large de dix mètres se dédouble et bute sur les siphons Alpha et Bêta. Ces siphons continuent vers le sud-sud est (500 mètres pour -36 m pour le siphon Bêta et 543 mètres pour -85 m pour le siphon Alfa),.

## Hydrologie

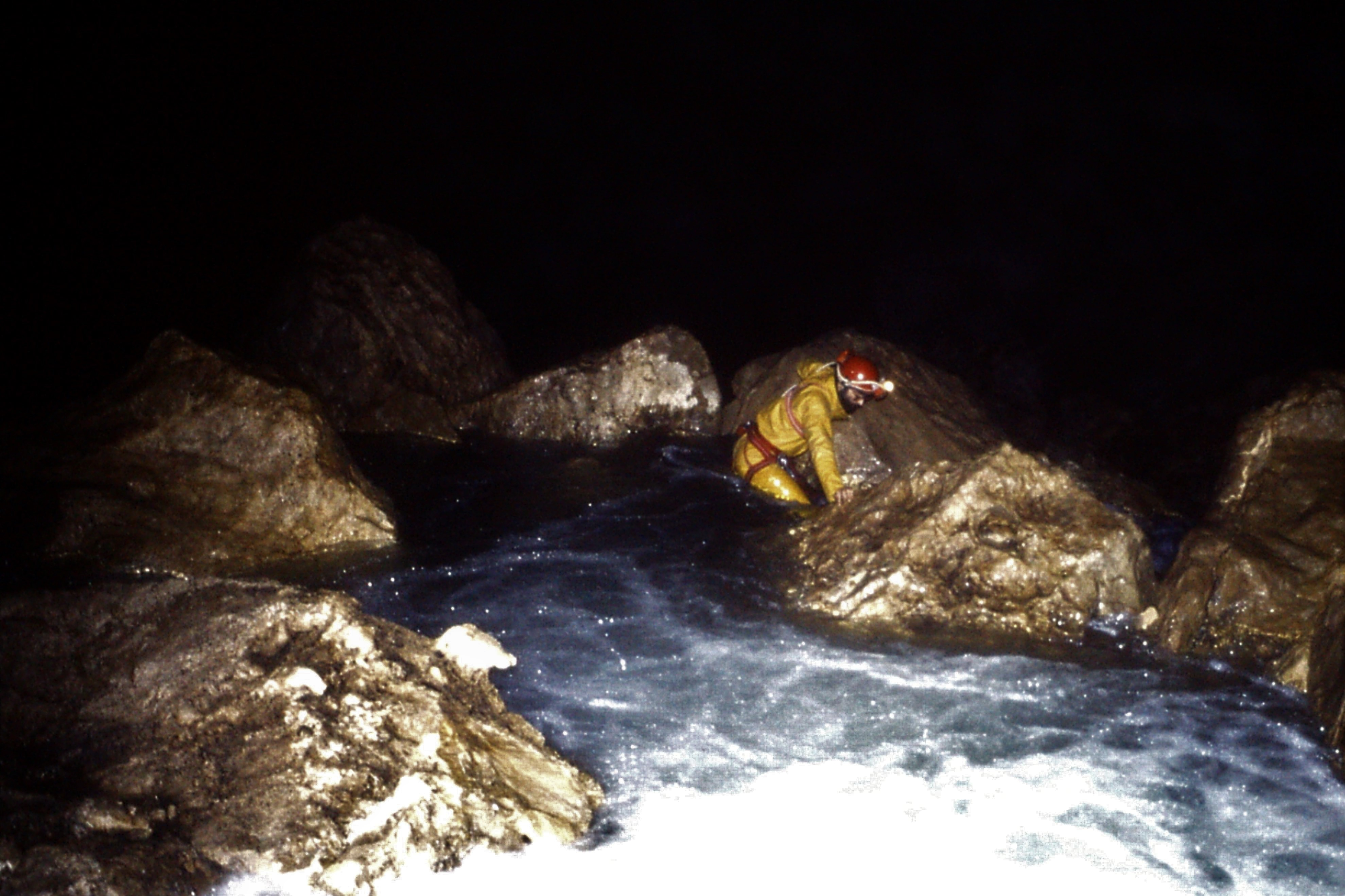
La rivière de la grotte de Bournillon en crue peut avoir des débits spectaculaires.

La grotte de Bournillon constitue un trop-plein des sources d'Arbois. Deux autres trop-pleins existent, le siphon d'Arbois et la grotte de la Luire. Le bassin d'alimentation correspond au sud Vercors : les hauts plateaux du Vercors et le plateau de Vassieux,. Dès que les sources d'Arbois ont un débit supérieur à 3,5 m3/s, la grotte de Bournillon fonctionne en émergence. À plus de 40 m3/s de débit à la grotte de Bournillon, la grotte de la Luire se met en charge et déborde. Le débit moyen de Bournillon est de 3,8 m3 par seconde et le débit à l'étiage est nul. Le débit d'étiage des sources d'Arbois est de 1,7 m3 par seconde pour un débit moyen de 40 m3 par seconde.

## Géologie
La grotte se développe à la base des calcaires à faciès urgonien. Une datation d'une stalagmite a permis de remonter à plus de 350 000 ans la formation de ce spéléothème. Le creusement de la cavité, deux cents mètres au-dessus des gorges de la Bourne remonte au Pliocène, il y a 3-4 millions d'années.